# Auguste Miquel
Louis Joseph Augustin Miquel, conocido con el nombre de Auguste Miquel (8 de febrero de 1816- 1 de marzo de 1851) fue un matemático francés, autor de varios teoremas geométricos sobre círculos y polígonos en el plano. Socialdemócrata, fue miembro del grupo político de la Montaña en la época de la asamblea legislativa de 1849.

## Semblanza
Auguste Miquel nació en Albi (Tarn). Estudió literatura y luego ciencias en el liceo de Toulouse en 1834 y 1835. Se preparó para el examen de ingreso en la Ecole Normale Supérieure de París en la institución Barbet, una academia privada que preparaba los exámenes de ingreso a las Grandes Escuelas. Fue durante este período cuando se publicaron sus contribuciones a una revista de matemáticas de corta duración publicada en 1836, Le Géomètre, proponiendo algunos pasos para demostrar un teorema de Jakob Steiner sobre el cuadrilátero completo. Fue en esta revista donde propuso la primera versión del teorema de su nombre, posteriormente publicado en 1838 en el Journal de mathématiques pures et appliquées de Liouville.
No aprobó el examen de ingreso a la Ecole Normale Supérieure, pero encontró un puesto de trabajo como regente (profesor asistente) de matemáticas en Nantua. Publicó varios artículos en la revista de Liouville sobre la teoría de las curvas y las intersecciones de circunferencias y esferas, que llamaron la atención de Antoine Augustin Cournot. Enseñó en Saint-Dié-des-Vosges y después en Castres (Tarn) mientras continuaba publicando en el periódico de Liouville.
En 1842 y 1844-1846 se despidió para escribir reflexiones político-sociales sobre asuntos sociales. Profesor en Bagnols-sur-Cèze y luego en Vigan, donde se incorporó al comité del partido montagnard de esta última ciudad. Su participación en una solicitud organizada para protestar contra la expedición represiva dirigida en contra de la República Romana de 1849 motivó su suspensión..
Murió en 1851 en la localidad de Vigan, a la edad de 35 años.

## Publicaciones
- En matemáticas
  - Auguste Miquel (1838). «Sur quelques questions relatives à la théorie des courbes». Journal de mathématiques pures et appliquées: 202.
  - A. Miquel (1838). «Théorèmes de géométries». Journal de mathématiques pures et appliquées: 485.
  - Memoria de geometría
    - Auguste Miquel (1844). «Mémoire de Géométrie (partie I)». Journal de mathématiques pures et appliquées: 20-26.
    - Auguste Miquel (1845). «Mémoire de Géométrie (partie II)». Journal de mathématiques pures et appliquées: 347-350.
    - Auguste Miquel (1846). «Mémoire de Géométrie (partie III)». Journal de mathématiques pures et appliquées: 65-73.
- En ciencias sociales
  - Aug. Miquel (1844).  imprimerie d'Aug. de Labouisse-Rochefort, ed. De l'organisation du corps social. Toulouse.
  - Aug. Miquel (1845).  imprimerie d'Aug. de Labouisse-Rochefort, ed. De l'organisation du corps social (livre second). Toulouse.